# OBS 뉴스 245
《OBS 뉴스 245》는 OBS경인TV에서 매주 평일에 방송했던 경기 인천 지역 낮 준 뉴스 프로그램이었다.

## 프로그램 소개
OBS를 대표하는 경기 인천 지역 낮 준 뉴스

## 앵커
- 김용재 前 OBS 아나운서

## 타이틀 변천사
| 기수 | 프로그램 타이틀 | 방송 기간                         |
| ---- | --------------- | --------------------------------- |
| 1기  | OBS 뉴스 245    | 2014년 10월 6일 ~ 2015년 9월 11일 |